# Каширина, Татьяна Юрьевна
Татьяна Юрьевна Каширина (род. 24 января 1991, Ногинск, Московская область) — российская тяжелоатлетка, пятикратная чемпионка Европы, двукратная чемпионка мира, многократная рекордсменка мира, серебряный призёр Олимпийских игр (2012). Заслуженный мастер спорта России (2010).

## Карьера
Родилась 24 января 1991 года в Ногинске. Начала заниматься тяжёлой атлетикой в возрасте 11 лет под руководством Владимира Краснова. В 2006 и 2008 годах становилась чемпионкой Европы среди юниоров. 
В национальной сборной России дебютировала в 2009 году на чемпионате Европы в Бухаресте, выиграв золотую медаль в весовой категории свыше 75 кг. В том же году на чемпионате мира в Кояне стала серебряным призёром. На этом турнире она установила мировые рекорды среди юниоров в рывке (138 кг) и в сумме двоеборья (303 кг). 
В 2010 году на чемпионате мира в Анталье стала победительницей, при этом она установила взрослый и юниорский мировые рекорды в рывке (145 кг) и юниорские рекорды в толчке (170 кг) и сумме (315 кг). 
В 2011 году на чемпионате Европы в Казани установила мировые рекорды в рывке (146 кг) и по сумме упражнений (327 кг).
В ноябре 2011 года завоевала серебряную медаль на чемпионате мира в Париже в категории свыше 75 кг. На этих соревнованиях она снова улучшила мировой рекорд в рывке, подняв 147 кг.
В декабре 2011 выиграла Кубок президента России (Белгород) в весовой категории свыше 75 кг, улучшив мировой рекорд в рывке до 148 кг.
В 2012 году на Олимпийских играх в Лондоне несмотря на 3 установленных мировых рекорда (два — в рывке и один — в сумме) завоевала лишь серебряную медаль с результатом 332 кг. Уступив при этом китаянке Чжоу Лулу, также превзошедшей высшее мировое достижение.
В 2013 году на чемпионате мира во Вроцлаве Татьяне удалось взять реванш над Чжоу Лулу за поражение на Олимпиаде. Установив новый мировой рекорд в толчке (190 кг), она завоевала золотую медаль с общей суммой 332 кг.
На Кубке президента, который проходил в Мытищах 22 ноября 2013 года, заняла первое место, установив мировой рекорд по сумме упражнений — 334 кг (148 кг в рывке и 186 кг в толчке).
В ноябре 2014 года на чемпионате мира в Алматы становится чемпионкой, установив пять мировых рекордов, увеличив результаты в рывке до 155 кг, в толчке до 193 кг и в сумме до 348 кг.
В ноябре 2015 года на чемпионате мира в Хьюстоне вновь завоевала золото, победив с результатом 333 кг (148 кг в рывке и 185 кг в толчке) и стала четырёхкратной чемпионкой мира в весовой категории свыше 75 кг.
Не выступала на Олимпийских играх в Рио-де-Жанейро, на которых считалась однозначной фавориткой, из-за «наличия допинговой истории», о чём стало известно за неделю до начала Игр. После этого продолжила выступления на чемпионатах мира и Европы.
В ноябре 2018 года на чемпионате мира в Ашхабаде, выступая в весовой категории свыше 87 кг, завоевала золотую медаль, взяв общий вес 330 кг. При этом в двух упражнениях она выиграла малые золотые медали (145 в рывке и 185 в толчке) и установила три новых мировых рекорда.
В апреле 2019 года на чемпионате Европы в Батуми стала восьмикратной чемпионкой Европы, при этом установив два мировых рекорда в рывке (146 кг) и в сумме (331 кг).
В сентябре того же года на чемпионате мира в Паттайе набрала в сумме упражнений 318 кг и завоевала серебряную медаль, уступив китаянке Ли Вэньвэнь, побившей мировые рекорды в толчке (186 кг) и сумме двоеборья (332 кг).  
Была отстранена от соревнований с 13 ноября 2020 года по 30 июня 2022 года. Дисквалифицирована за нарушения антидопинговых правил с 28 августа 2023 года по 9 января 2030 года. Лишена всех наград, завоёванных с 2013 по 2017 годы.

## Результаты выступлений
| Год  | Соревнование                   | Место проведения | Весовая категория | Рывок     | Толчок    | Сумма двоеборья | Место |
| 2005 | Чемпионат Европы среди юниоров | София            | до 58 кг          | 78 кг     | 96 кг     | 174 кг          | 3     |
| 2006 | Чемпионат Европы среди юниоров | Палермо          | до 69 кг          | 97 кг     | 117 кг    | 214 кг          | 1     |
| 2008 | Чемпионат Европы среди юниоров | Дуррес           | свыше 75 кг       | 120 кг    | 150 кг    | 270 кг          | 1     |
| 2009 | Чемпионат Европы               | Бухарест         | свыше 75 кг       | 125 кг    | 155 кг    | 280 кг          | 1     |
| 2009 | Чемпионат России               | Нальчик          | свыше 75 кг       | 130 кг    | 160 кг    | 290 кг          | 1     |
| 2009 | Чемпионат мира                 | Коян             | свыше 75 кг       | 138 кг    | 165 кг    | 303 кг          | 2     |
| 2010 | Чемпионат Европы               | Минск            | свыше 75 кг       | 135 кг    | 162 кг    | 297 кг          | 1     |
| 2010 | Чемпионат России               | Курск            | свыше 75 кг       | 125 кг    | 160 кг    | 285 кг          | 1     |
| 2010 | Чемпионат мира                 | Анталья          | свыше 75 кг       | 145 кг WR | 170 кг    | 315 кг          | 1     |
| 2011 | Чемпионат Европы               | Казань           | свыше 75 кг       | 146 кг WR | 181 кг    | 327 кг          | 1     |
| 2011 | Чемпионат России               | Пенза            | свыше 75 кг       | 133 кг    | 170 кг    | 303 кг          | 1     |
| 2011 | Чемпионат мира                 | Париж            | свыше 75 кг       | 147 кг WR | 175 кг    | 322 кг          | 2     |
| 2011 | Кубок Президента РФ            | Белгород         | свыше 75 кг       | 148 кг WR | 175 кг    | 323 кг          | 1     |
| 2012 | Чемпионат Европы               | Анталья          | свыше 75 кг       | 145 кг    | 183 кг    | 328 кг          | 1     |
| 2012 | Олимпийские игры               | Лондон           | свыше 75 кг       | 151 кг WR | 181 кг    | 332 кг WR       | 2     |
| 2012 | Кубок Президента РФ            | Санкт-Петербург  | свыше 75 кг       | 125 кг    | 155 кг    | 280 кг          | 1     |
| 2013 | Универсиада                    | Казань           | свыше 75 кг       | 142 кг    | 177 кг    | 319 кг          | DSQ   |
| 2013 | Чемпионат мира                 | Вроцлав          | свыше 75 кг       | 142 кг    | 190 кг WR | 332 кг          | DSQ   |
| 2013 | Кубок Президента РФ            | Москва           | свыше 75 кг       | 148 кг    | 186 кг    | 334 кг WR       | DSQ   |
| 2014 | Чемпионат Европы               | Тель-Авив        | свыше 75 кг       | 143 кг    | 180 кг    | 323 кг          | DSQ   |
| 2014 | Чемпионат мира                 | Алматы           | свыше 75 кг       | 155 кг WR | 193 кг WR | 348 кг WR       | DSQ   |
| 2015 | Чемпионат Европы               | Тбилиси          | свыше 75 кг       | 142 кг    | 180 кг    | 322 кг          | DSQ   |
| 2015 | Чемпионат мира                 | Хьюстон          | свыше 75 кг       | 148 кг    | 185 кг    | 333 кг          | DSQ   |
| 2017 | Чемпионат Европы               | Сплит            | свыше 87 кг       | 137 кг    | 180 кг    | 317 кг          | DSQ   |
| 2018 | Чемпионат мира                 | Ашхабад          | свыше 87 кг       | 145 кг WR | 185 кг WR | 330 кг WR       | 1     |
| 2019 | Чемпионат Европы               | Батуми           | свыше 87 кг       | 146 кг WR | 185 кг    | 331 кг WR       | 1     |
| 2019 | Чемпионат мира                 | Паттайя          | свыше 87 кг       | 140 кг    | 178 кг    | 318 кг          | 2     |

## Награды
- Медаль ордена «За заслуги перед Отечеством» I степени (13 августа 2012 года) — за большой вклад в развитие физической культуры и спорта, высокие спортивные достижения на Играх XXX Олимпиады 2012 года в городе Лондоне (Великобритания)[11].
- Почётная грамота Президента Российской Федерации (19 июля 2013 года) — за высокие спортивные достижения на XXVII Всемирной летней универсиаде 2013 года в городе Казани[12].